# 高都幸子
高都 幸子（たかと さちこ、1965年9月1日 - ）は、東京都出身の女優。

## 人物・来歴
- 旧芸名・・・中村幸子。

- ニューポート大学卒業。

- 1980年代から1990年代前半にかけてテレビドラマを中心に活躍した。

- 女優業のみならず、モデル業もこなしていた。

- 現在は、芸能活動を休止している。

## 出演

### テレビドラマ
- 水曜日の恋人たち(2)・不倫の傾向と対策（1985年11月13日・水曜ドラマスペシャル）
- 嫁と姑の死角（1986年1月31日・金曜女のドラマスペシャル）
- ガラスの棺（1986年12月26日・金曜女のドラマスペシャル）
- あるOLの復讐（1987年3月23日・森村誠一サスペンス）
- 藤子不二雄のバケルくん（1987年5月4日・月曜ドラマランド）
- あぶない刑事・悪夢（第51話）（1987年9月27日）
- ゴリラ・警視庁捜査第8班・博多大追撃（第10話）（1989年6月18日）
- 水戸黄門 第19部・人買い光右衛門 -尾花沢-（第7話）（1989年11月6日）
- 牟田刑事官事件ファイル(13)・横浜－八王子－伊良湖、殺人ラインの女たち（1990年6月30日・土曜ワイド劇場）
- 太平記（1991年1月6日〜12月8日・NHK大河ドラマ）
- 鳥人戦隊ジェットマン（第17 - 18話）（1991年2月15日〜1992年2月14日） - 女帝ジューザ / 魔獣ジューザ（声）
- 世にも奇妙な物語(2)・家族の肖像（第8回・第2話）（1991年2月28日）
- 怪奇千夜一夜物語・心臓（第3話）（1991年5月11日）
- 裸の大将(50)・清のテルテル坊主〜石和編（1991年10月6日）
- 西村京太郎トラベルミステリー(21)・上信越、湯煙り殺人ルート（1992年1月11日・土曜ワイド劇場）
- 裸の大将(54)・清・ジャングルの密会〜グアム編（1992年4月5日）
- 裏刑事-URADEKA-・デートレイプ・黒い誘惑（第6話）（1992年5月19日）
- 南紀釣り人殺人事件（1992年6月20日・土曜ワイド劇場）
- 狙われた花嫁・雪の北陸路、誘拐殺人プレイバック!（1992年9月19日・土曜ワイド劇場）
- 信長ふしぎ連続殺人（1992年10月17日・土曜ワイド劇場）
- はぐれ刑事純情派(6)・親切ドロにあった女美容師（第6話）（1993年5月12日）
- はぐれ刑事純情派(7)・親切泥棒?若い女房を持つ男（第19話）久保寺多紀（1994年8月11日）
- 探偵事務所(2)・7つの予告殺人プログラム!（1995年7月15日・土曜ワイド劇場）

### 映画
- 国連情報監視団・エンジェルターゲット 殺戮天使（1991年3月10日・クラリオンソフト）
- 修羅の伝説（1992年1月15日・東映）